# Calicium abietinum
Calicium abietinum, познат још као Јелка лишај или Црна стрњика, је лишај који расте на дрвећу и распрострањен је на скоро целокупној планети. 